# Catedral de Beiras
La catedral de Beiras es la iglesia de la freguesia portuguesa de São Gião.
Esta iglesia fue construida en 1795, en tiempos de María I de Portugal, y la fachada fue reconstruida a principios del siglo XX debido a su caída. Su estilo es barroco, y estando el techo compuesto por ciento dos paneles, atribuido a Pascal Parente, un italiano que vivía entonces en Coímbra. Los retablos ostentan una talla dorada y fueron atribuidos por Antonio Neves al escultor y tallista de Beira, José da Fonseca Ribeiro, realizados en las últimas décadas del siglo XVIII.